# 23 tháng 9
Ngày 23 tháng 9 là ngày thứ 266 (267 trong năm nhuận) trong lịch Gregory. Tính đến hôm nay, còn 99 ngày trong năm.
23 tháng 9 là ngày Thu phân ở Bắc Bán cầu: ngày giữa mùa thu ở các nước nhiệt đới, ngày bắt đầu mùa thu ở các nước ôn đới. Còn ở Nam Bán cầu, đây là ngày Xuân phân.

## Sự kiện
- 1846 – Dùng các dự đoán của nhà toán học Urbain Le Verrier, nhà thiên văn học Johann Gottfried Galle phát hiện ra sao Hải Vương.
- 1875 – Billy the Kid bị cảnh sát bắt lần đầu tiên với tội ăn cắp, bắt đầu sự nghiệp tay súng ngoài vòng pháp luật nổi tiếng ở vùng biên cương Hoa Kỳ.
- 1889 – Yamauchi Fusajirō sáng lập Nintendo ở Kyoto, Nhật Bản, để sản xuất và bán lá bài hanafuda.
- 1945 – Quân Pháp khai hỏa nhằm chiếm quyền kiểm soát Sài Gòn với sự giúp đỡ của quân Anh, Nam Bộ kháng chiến bùng nổ.
- 1954 - Câu lạc bộ bóng đá Thể Công được thành lập
- 2002 – Phiên bản công cộng đầu tiên của trình duyệt web Mozilla Firefox ("Phoenix 0.1") được phát hành.
- 2008 – Phiên bản di động đầu tiên của Hệ điều thành Android (hệ điều hành) được phát hành.

## Sinh
- 1215- Hốt Tất Liệt,cháu nội của Thành Cát Tư Hãn, người lập nên nhà Nguyên ở Trung Quốc
- 1451 – Francesco Di Giorgio di Martino, kiến trúc sư và nhà điêu khắc người Italia (s. 1439)
- 1927 - Nguyễn Khoa Nam, Thiếu tướng Quân lực Việt Nam Cộng hòa (m. 1975)
- 1989 - Phương Oanh, nữ diễn viên, người mẫu, ca sĩ người Việt Nam
- 1994 – Bạch Lộc, diễn viên,người mẫu Trung Quốc
- 1999 - Tống Vũ Kỳ, ca sĩ thần tượng người Trung Quốc hiện đang hoạt động tại Hàn Quốc, thành viên nhóm nhạc (G)I-DLE

## Mất
- 1996 - Fujiko F. Fujio (Hiroshi Fujimoto) một tác giả tranh truyện Nhật Bản, cũng là người sáng tác các tập truyện Doraemon.
- 2001 - Nhạc sĩ Hoàng Thi Thơ